# المغربة (الشاهل)

تعديل مصدري - تعديل

المغربة هي إحدى قرى عزلة مديخة بمديرية الشاهل التابعة لمحافظة حجة، بلغ تعداد سكانها 207 نسمة حسب تعداد اليمن لعام 2004.